# باکلان (ترکیه)
باکلان (به ترکی استانبولی: Baklan) یک منطقهٔ مسکونی در ترکیه است که در استان دنیزلی واقع شده‌است. باکلان ۹۵۰ متر بالاتر از سطح دریا واقع شده‌است.